# محمد امین زماموش
محمد امین زماموش (انگلیسی: Mohamed Lamine Zemmamouche؛ زادهٔ ۱۹ مارس ۱۹۸۵) یک بازیکن فوتبال اهل کشور الجزایر است.